# اغور (دولت أباد)
اغور (بالفارسية: اغور) هي قرية تقع في إيران في قسم دولت أباد الريفي. يقدر عدد سكانها بـ 260 نسمة بحسب إحصاء 2016.